# Historique des tubes électroniques
Pour un article plus général, voir Tube électronique.
Le tube électronique a longtemps été le seul composant actif existant. Il a permis la fabrication, souvent en grande série, des premiers appareils électroniques : récepteur radio, téléviseur, radar, etc. Il a connu son apogée dans les années 1960-1970. Puis les équipements de radio, radar, télévision, ainsi que les calculateurs, ont demandé de plus en plus de fonctions actives, rendant rédhibitoires les problèmes de volume, de consommation et de fiabilité du tube électronique, malgré de nombreuses améliorations. Le transistor — utilisé d'abord seul, puis sous forme de circuit intégré —, qui palliait ces défauts, a supplanté dans la plupart des applications le tube électronique, notamment dans les applications basse et moyenne puissance : radio, vidéo, audio ou logique.
Malgré tout, les tubes sont toujours utilisés pour des applications spécifiques, comme les très fortes puissances et la très haute fréquence : les fours à micro-ondes, le chauffage par radiofréquence industriel, les émetteurs de radio et de télévision, les radars, les satellites. Certains audiophiles et musiciens les préfèrent encore comme composant d'amplificateurs Hi-Fi haut de gamme et pour guitare électrique, quoique leurs avantages soient controversés, en dehors de l'effet vintage.

## Les premiers tubes

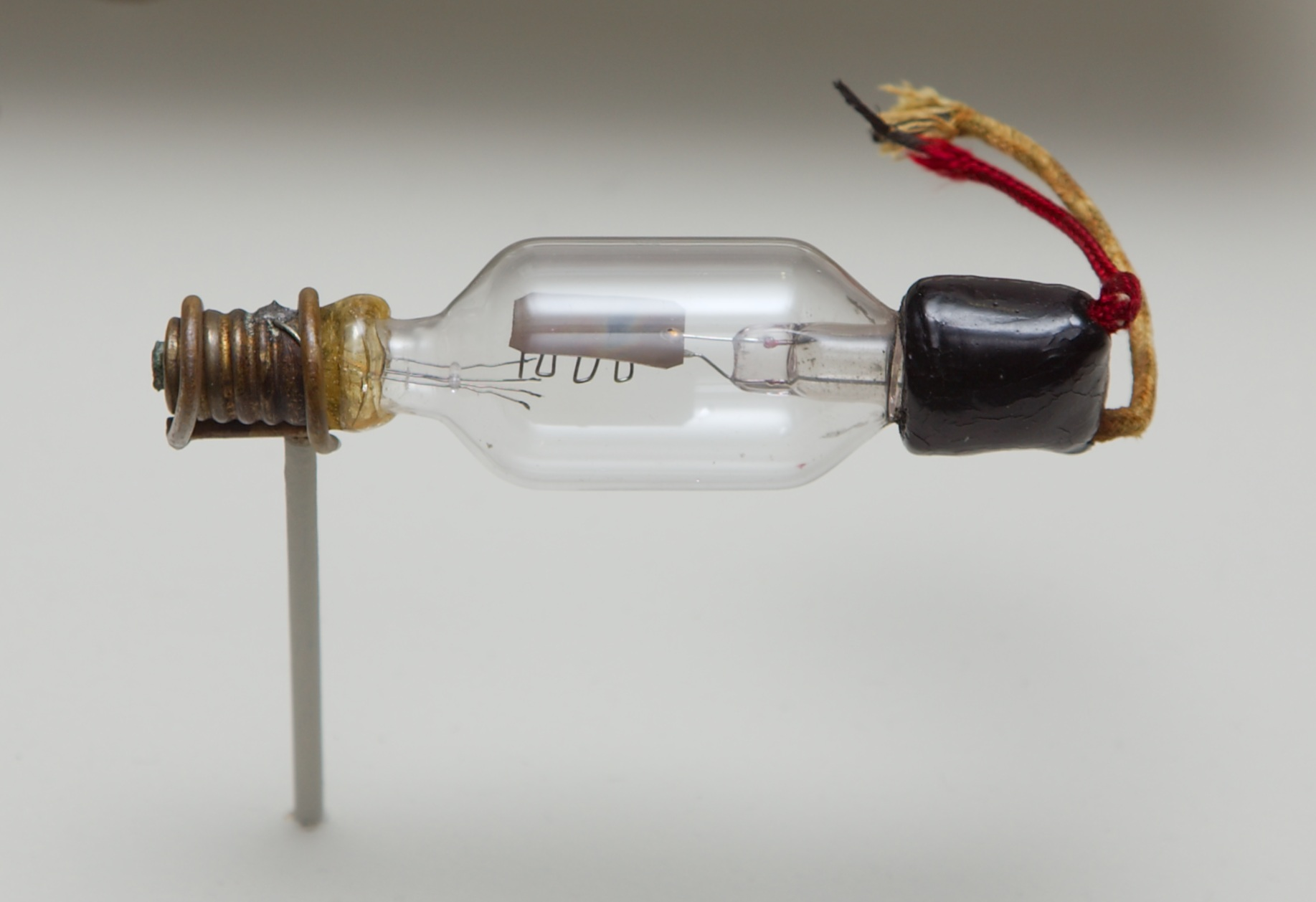
Une audion de 1906

John Ambrose Fleming, conseiller scientifique à la société Marconi invente, en novembre 1904, la diode à vide basée sur une observation de Thomas Edison qui permet de créer un courant unidirectionnel à partir d'un courant alternatif. 
La construction de la diode conduit en 1906 Lee De Forest à placer une autre électrode, un fil enroulé, ou écran, appelé la grille de contrôle, entre le filament et la plaque, d'abord à l'extérieur du tube, puis en 1908 à l'intérieur. De Forest découvre que le courant circulant du filament vers la plaque (anode) dépend de la tension appliquée sur la grille, et que le courant de grille est très faible et composé des électrons captés par celle-ci. Quand la tension appliquée sur la grille varie, le courant du filament vers la plaque varie lui aussi. De cette façon la grille exerce un contrôle électrostatique sur le courant de la plaque. Ce composant à trois électrodes permet de réaliser un circuit qui a du gain, c'est-à-dire que l'on peut recueillir, sur l'électrode de sortie, une puissance supérieure à celle fournie à l'électrode d'entrée. Il permet ainsi, pour la première fois, la construction d'un amplificateur électronique. Les tubes en resteront le composant actif jusqu'à ce qu'ils soient remplacés par les transistors. De Forest appelle son invention l'audion. Il croyait qu'un vide partiel était nécessaire, erreur corrigée dans les années suivantes par Irving Langmuir et son pliotron. En 1919, William Eccles propose d'appeler « diode » le tube à vide contenant deux électrodes et « triode » celui qui en contient trois. Contrairement aux noms précédemment utilisés, ces dénominations sont génériques et ne sont pas couvertes par des brevets ; elles deviennent rapidement d'usage général.

## Améliorations de la triode
La non-linéarité de la caractéristique tension/courant de la triode pose des problèmes de distorsion à faible volume. Cette distorsion ne doit pas être confondue avec la distorsion à fort volume, que l'on appelle habituellement « écrêtage ». Pour résoudre ce problème, les ingénieurs ont tracé les courbes du courant de plaque en fonction de la tension de grille, et ont découvert une zone de fonctionnement presque linéaire. Pour utiliser cette zone, une tension négative doit être appliquée sur la grille de manière à se placer dans la zone linéaire sans signal appliqué sur la grille. Cette condition est appelée le point de repos. Le courant de repos est une valeur importante dans un montage. La tension à amplifier est appliquée sur la grille, ajoutée à la tension négative dite tension de polarisation ou de bias ; cela a pour effet de faire varier le courant de plaque de façon linéaire en fonction de la tension de grille : si la tension de grille augmente, le courant de plaque augmente, et si la tension de grille diminue, le courant de plaque diminue et cela de manière proportionnelle dans les deux sens, jusqu'à la saturation de fort volume.
Les batteries étaient conçues pour fournir les différentes tensions et intensités nécessaires au fonctionnement des postes de radio. Les batteries A fournissaient la tension du filament. Les batteries B fournissaient la tension de plaque. Jusqu'à nos jours la plaque est référencée « B+ ». Les batteries C fournissaient la tension de polarisation (négative), bien que plusieurs circuits de polarisation existent : polarisation par courant de grille, polarisation par résistance de cathode ou polarisation par une tension. Maintenant nous n'utilisons plus les batteries, mais certains montages (surtout anglais) utilisent encore cette notation A, B, C.
Plusieurs innovations suivirent. Il devint plus courant d'utiliser le filament pour chauffer une électrode séparée appelée la « cathode », et d'utiliser cette cathode pour émettre le flux d'électrons dans le tube à la place du filament. Cela réduit les bruits de fond dus au passage d'un courant dans le filament quand celui-ci est alimenté en alternatif. Dans certains tubes, le filament est appelé chauffage (heater) pour le différencier de la partie active (la cathode dans ce cas).
Les triodes utilisées dans les émetteurs et récepteurs radio avaient tendance à osciller à cause des capacités parasites entre l'anode et la grille de contrôle. Plusieurs circuits complexes furent développés pour réduire ce problème (l'amplificateur Neutrodyne par exemple), mais le problème persistait pour des plages de fréquences larges. Il fut alors découvert que l'ajout d'une seconde grille, située entre la grille de contrôle et la plaque et appelée grille écran (screen grid) pouvait résoudre ces problèmes. Une tension positive légèrement plus faible que la tension de plaque était appliquée, et la grille écran était reliée au zéro par un condensateur (pour les hautes fréquences). Cela permet un découplage entre l'anode et la grille de commande, et ainsi l'élimination des problèmes d'oscillations (réduction de la capacité grille de commande/plaque grâce à la grille écran). Ce tube à deux grilles fut appelé une « tétrode », ce qui signifie quatre électrodes actives (cathode, grille de commande, grille écran, plaque).

## La pentode
Toutefois, la tétrode présente un problème, surtout dans les applications à fort courant de pointe. À de forts courants transitoires, la plaque peut devenir négative par rapport à la grille écran. Comme la grille écran accélère beaucoup les électrons, ceux-ci possèdent une force suffisamment importante pour revenir vers la grille écran après avoir heurté la plaque, ce qui crée une émission secondaire d'électrons qui sont capturés par la grille écran, réduisant le courant de plaque et l'amplification du circuit. Là encore, la solution est d'ajouter une autre grille entre la grille écran et la plaque, appelée « grille d'arrêt » ou « grille suppressive ». Elle est reliée au zéro ou à la cathode du tube, recevant ainsi une tension négative par rapport à la plaque. L'émission secondaire de l'anode retourne ainsi à sa source grâce au champ électrostatique (de la grille d'arrêt). Ce tube avec trois grilles se nomme « pentode », car il possède cinq électrodes actives (cathode, grille de commande, grille écran, grille d'arrêt, anode).

## Tubes multifonction

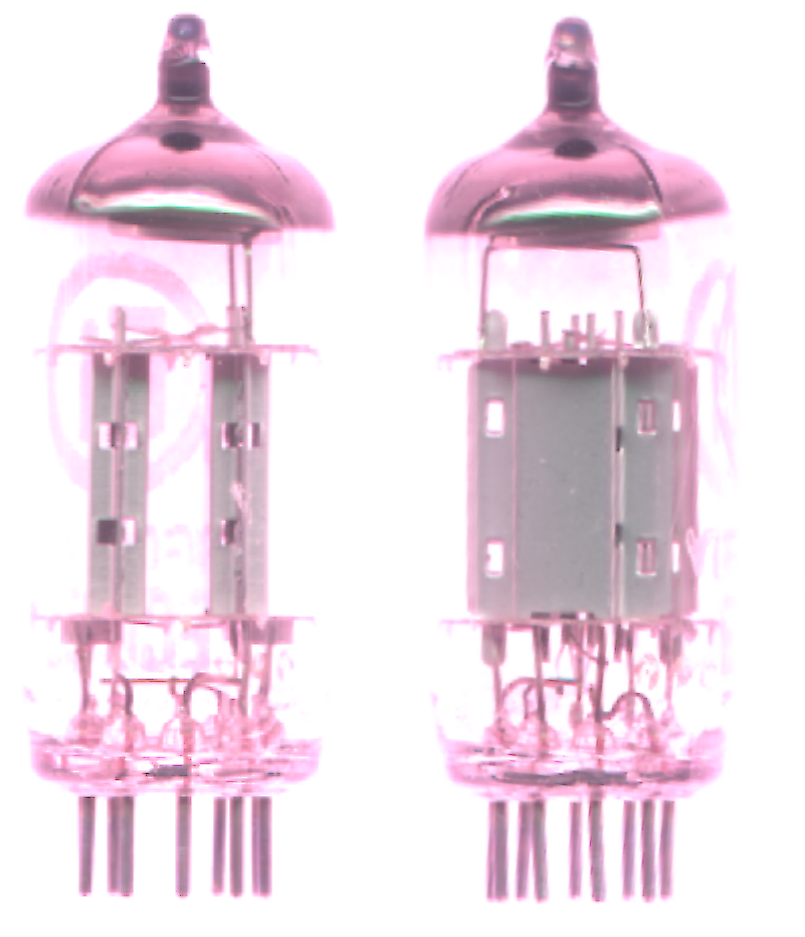
Tube ECC82/12AU7, double triode

Les tubes avec 4, 5, 6, ou 7 grilles, appelés hexodes, heptodes, octodes, et nonodes, étaient en général utilisés pour la conversion de fréquences dans les récepteurs superhétérodynes. Les grilles ajoutées sont toutes des grilles de contrôle, chacune recevant son propre signal. Une grille spéciale agissant comme la plaque fournit un oscillateur interne, qui est mélangé avec le signal radio entrant. Le courant de plaque est proportionnel au produit des tensions d'entrée, ce qui fait apparaitre des composantes à la somme et à la différence des fréquences appliquées.
L'heptode, ou convertisseur pentagrille, fut le plus commun. 6BE6 est un exemple d'heptode.
Cela fut une pratique courante pour certains types de tubes (exemple : le Compactron) d'inclure plusieurs éléments sous le même bulbe ; par exemple, le 6SN7 est l'un des premiers tubes multi-sections, c'est une double triode qui, pour la plupart des applications, peut remplir la fonction de deux triodes séparées, en prenant moins de place et à un coût réduit. Le 6AG11 (Compactron) contient deux triodes et deux diodes. Actuellement le tube le plus populaire au monde est le 12AX7 qui est aussi appelé ECC83, avec un volume de vente estimé à plus de 2 millions d'unités par an. La 12AX7 est une double triode faible puissance à fort gain souvent utilisée en préamplification notamment dans les amplificateurs de guitare.

## La tétrode à faisceau dirigé

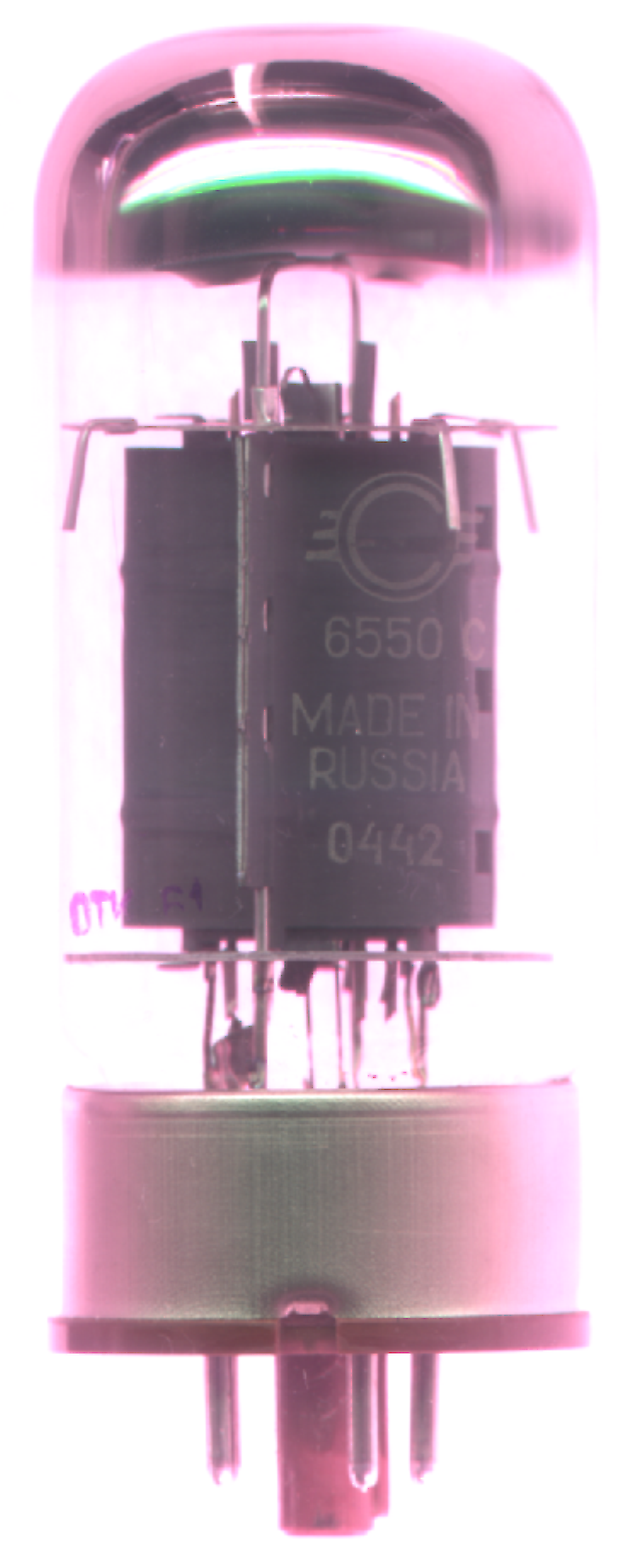
Un tube 6550C de fabrication actuelle

Le tube à faisceau dirigé est dû aux travaux de l'ingénieur de la Radio Corporation of America (RCA), Otto H. Schade, en 1936. Le premier tube à faisceau dirigé est construite par RCA au début de l'année 1936.

### Description
Un tube à faisceau dirigé est une tétrode à laquelle ont été ajoutées deux plaques métalliques reliées entre elles pour diriger le flux d'électrons, ces plaques remplacent une troisième grille. Ces plaques permettent une concentration du flux d'électrons sur une zone limitée de l'anode, ce qui a pour effet d'empêcher l'émission d'électrons secondaires par la plaque. De ce fait ce tube est aussi appelé tétrode à concentration. 
Le dimensionnement des éléments dans une tétrode à faisceau dirigé est basé sur le principe de la distance critique qui permet de limiter les émissions secondaires d'électrons. Cette conception permet de repousser les barrières physiques pour la conception de tubes de forte puissance et à haut rendement.

### Premiers modèles
La 6L6 est le premier modèle de tétrode à faisceau dirigé, elle est introduite sur le marché en juillet 1936 par RCA. Le deuxième modèle est la 807 (tension filament 6,3 volts) et la 1625 (identique à la 807 mais avec une tension filament 12,6 volts) en 1937. Le troisième modèle est une tétrode à faisceau dirigé de faible puissance la 6V6 en 1937.

### Évolution
Les tétrodes à faisceau dirigé sont encore utilisées pour les amplificateurs (Hi-Fi) et de guitare, ce qui en fait l'un des produits électroniques dont la vie a été la plus longue. Les mêmes méthodes de conception sont employées pour les tétrodes de grande puissance en céramique utilisées dans les émetteurs radio.

## Autres tubes

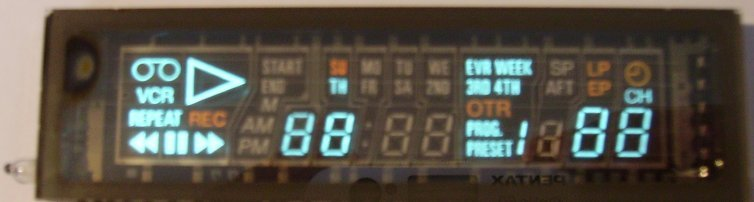
Afficheur fluorescent utilisé pour l'affichage d'un magnétoscope

Un grand nombre de composants furent construits entre 1920 et 1960 en utilisant la technique du tube à vide, comme le photomultiplicateur et le tube cathodique. Les photomultiplicateurs sont toujours les détecteurs de lumière les plus sensibles, utilisés en astronomie et en physique nucléaire. Des téléviseurs, des oscilloscopes et des écrans d'ordinateurs utilisent encore actuellement des tubes cathodiques, bien que les écrans plats (à plasma ou à cristaux liquides) se généralisent.
Certains autoradios, certaines planches de bords automobiles ont utilisé autrefois des tubes à vide comme afficheurs, des tubes scellés utilisant des anodes recouvertes de phosphore pour l'affichage des caractères, et un filament chauffant comme source d'électrons. Ces composants sont appelés afficheurs fluorescents à vide.

## Le problème de fiabilité

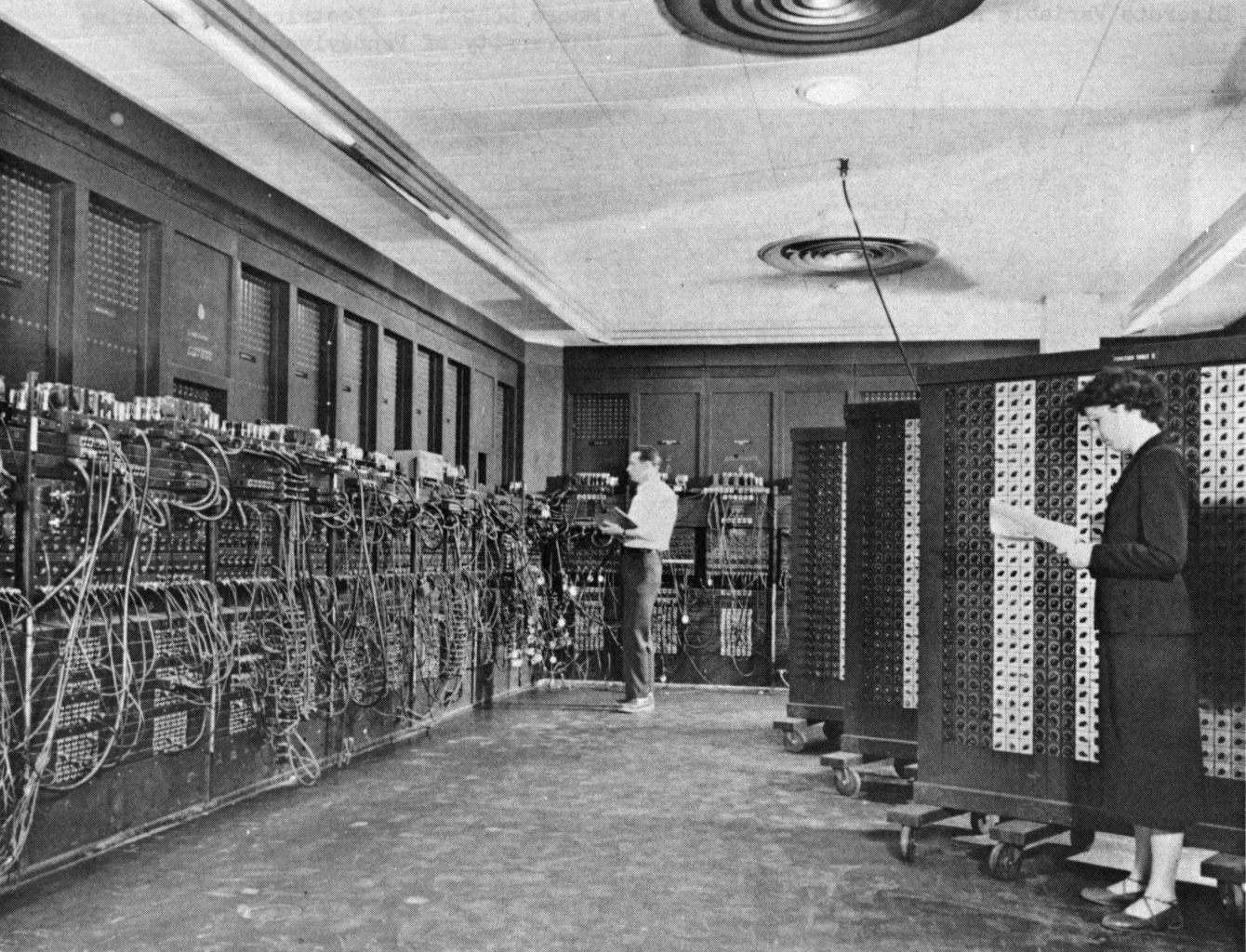
L'ENIAC

À l'âge d'or des tubes, un simple téléviseur couleur demandait une vingtaine de tubes. Un récepteur de radionavigation DECCA des années 1950-1960 utilisait une centaine de tubes. Quant aux premiers ordinateurs ou calculateurs comme le Colossus ils utilisaient 2 000 tubes, l'ENIAC en utilisait près de 18 000 tout comme l'IBM 700.
 Le changement de tubes en panne était le travail de base des dépanneurs et le problème de fiabilité devint la principale limitation à la complexité des équipements.
Les "lampes" (ou tubes) des tout premiers ordinateurs chauffaient beaucoup et la chaleur attirait des insectes de la famille des blattes ou des cafards (désignés sous le nom vernaculaire et général de bug en anglais) dans les énormes armoires métalliques de ces mastodontes électroniques.
ils créaient un point chaud sur le verre du tube électronique qui ne tardait pas à se fêler, entraînant une panne.
C'est pour cette raison qu'un défaut ou une panne sur un ordinateur est encore dénommé "bug"-insecte-, trois quarts de siècle après la construction de l' ENIAC et de son successeur amélioré, le MANIAC, même si, dans les ordinateurs modernes, à semi conducteurs, le "bug" est bien plus souvent une panne de logiciel

### Amélioration des filaments
Le principal problème pour la fiabilité d'un tube tient à son filament ou à sa cathode (selon le type de tube) qui est lentement « empoisonné » par les atomes des autres éléments du tube, ce qui détruit sa capacité à émettre des électrons. S’il reste des gaz dans le tube ou si des gaz enfermés dans les métaux s'échappent, ils peuvent abîmer la cathode (ou le filament pour un tube à chauffage direct) ou bien créer des courants parasites entre l'anode et d'autres éléments du tube en se ionisant. Le vide « fort » et la bonne sélection des métaux utilisés ont une grande influence sur la durée de vie du tube (la cathode d'un tube ne s'épuise pas comme le filament d'une lampe ; la cathode est usée quand elle ne produit plus suffisamment d'électrons et non pas quand son filament est grillé, ce qui peut arriver mais est beaucoup plus rare).
Les gros tubes d'émission (transmitting tubes en anglais) ont des filaments en tungstène thorié, c’est-à-dire que le filament contient des traces de dioxyde de thorium. Une fine couche de thorium recouvre la surface quand le filament est chauffé, constituant une source d'électrons plus importante que du tungstène seul. Le thorium s'évapore lentement de la surface du filament, pendant que de nouveaux atomes de thorium diffusent vers la surface pour les remplacer. Ces cathodes en tungstène thorié ont normalement une durée de vie de plusieurs dizaines de milliers d'heures. Le record appartient à une tétrode de puissance Eimac utilisée dans l'émetteur d'une station de radio de Los Angeles, qui fonctionna durant 80 000 heures.
Dans les petits tubes de « réception » (receiving tubes en anglais), les cathodes sont recouvertes d'un mélange d'oxydes de baryum et de strontium. Un filament de chauffage est inséré au milieu de cette cathode, et est isolé électriquement de celle-ci. Cette structure complexe permet l'émission d'électrons par les atomes de baryum et de strontium diffusés à la surface du tube, lorsque celle-ci est chauffée à environ 780 °C.  
Pour obtenir la fiabilité nécessaire pour la fabrication des premiers ordinateurs (les ordinateurs Whirlwind), il était nécessaire de construire des tubes spéciaux pour cet usage avec une cathode à grande durée de vie. La faible durée de vie de la cathode était due à l'évaporation du silicium, utilisé dans le tungstène. Cet alliage permettait une mise en forme plus facile du filament. L'élimination du silicium du fil chauffant autorisa la production de tubes suffisamment fiables pour le projet Whirlwind. Les tubes issus de ce développement suivirent plus tard leur route dans le grand ordinateur SAGE de la défense aérienne américaine. Le nickel très purifié (pour la plaque) et des revêtements de cathode sans matières qui puissent empoisonner l'émission d'électrons (comme les silicates et l'aluminium) contribuèrent aussi à la durée de vie de la cathode. Le premier ordinateur à tube de ce type fut le 7AK7 de Sylvania qui date de 1948. À la fin des années 1950 cette technologie était courante pour les tubes « petits signaux » de qualité supérieure qui pouvaient fonctionner plusieurs centaines de milliers d'heures.

### Maintien du vide
Un autre problème important pour la fiabilité est celui de l'entrée d'air dans le tube. Normalement, le dioxygène de l'air réagit chimiquement avec le filament chaud ou bien avec la cathode, entraînant une destruction rapide. Les concepteurs ont toutefois beaucoup travaillé pour construire des tubes avec une étanchéité durable. C'est pour cela que la plupart des tubes étaient en verre. Les alliages de métaux comme le Cunife et le Fernico, et les verres qui étaient développés pour les ampoules d'éclairage, possèdent les mêmes coefficients de dilatation, ce qui permet de construire facilement une enveloppe hermétique, et permet le passage des électrodes.
Il est important que le vide dans le tube soit aussi parfait que possible. N’importe quel atome de gaz restant sera ionisé (car la tension utilisée est importante), et conduira l'électricité d'une manière incontrôlable entre les différents éléments du tube. Cela peut mener à un fonctionnement erratique et même à la destruction du tube et des circuits environnants. L'air non absorbé s’ionise quelquefois en formant une décharge visible rose-violette entre les éléments du tube.
Pour empêcher l'apparition de gaz quels qu'ils soient (petite fuite au niveau de la sortie des broches ou gaz contenu dans les métaux constituant le tube), les tubes contemporains sont construits avec un « piège à gaz » (ou getter en anglais), qui est normalement petit, a souvent la forme d'une coupelle, laquelle est remplie lors de la fabrication avec des métaux qui s'oxydent rapidement, le baryum étant l'un des plus communs. Une fois le vide fait dans le tube et l'enveloppe fermée, le getter est chauffé à haute température (souvent avec un chauffage par induction à haute fréquence) provoquant l'évaporation du métal, absorbant les gaz résiduels par réaction chimique et déposant souvent une tache de couleur argentée sur la paroi du tube. Le getter poursuit son travail d'absorption des gaz résiduels durant toute la vie du tube. Si l'enveloppe du tube est cassée, le dépôt devient blanc par réaction avec le dioxygène contenu dans l'air. Les gros tubes de transmission et les tubes spécialisés utilisent des techniques similaires.

### Immunité aux perturbations
Contrairement aux dispositifs à semi-conducteurs, les tubes à vide sont moins vulnérables aux impulsions électromagnétiques (IEM), produites par une explosion nucléaire. Pour cette raison, les tubes ont été utilisés dans des applications militaires longtemps après leur remplacement partout ailleurs par les transistors. Mais des tubes électroniques furent endommagés lors d'essais d'impulsions électromagnétiques nucléaires et des dispositifs radio à l'état solide ont survécu à des vastes IEM,,.
En 2014, s'inspirant de la technologie des tubes à vide, la NASA étudie de nouveaux composants à base de nanotechnologie qui, outre de nombreux autres avantages par rapport aux technologies actuelles des semi-conducteurs (tel la vitesse et la résistance à la chaleur), seraient beaucoup plus résistants aux radiations.

## Tubes à gaz
Pour certaines applications spéciales, les tubes sont  volontairement remplis de gaz. Par exemple, les régulateurs de tension au gaz sont des tubes à gaz pouvant contenir différents gaz inertes comme l'argon, l'hélium ou le néon ; ces tubes tirent avantage du gaz en utilisant son ionisation qui se produit à une tension prévisible. Aujourd'hui les diodes zener ont remplacé avantageusement les tubes comme référence de tension.
Le thyratron est un tube pour les applications spéciales (variateur électronique de lumière dans l'éclairage scénique, avant l'invention du triac) qui est rempli avec des gaz à basse pression, et qui est utilisé comme commutateur électronique à haute vitesse.
Les tubes afficheurs à gaz, populairement appelés Nixie, ont été utilisés dans tous les instruments de comptage des années 1950-1970 : horloges, compteurs, fréquencemètres. Ils tapissaient les murs des centres de contrôle du début du spatial, et des laboratoires de recherche nucléaire. Le tube Nixie comportait 10 électrodes en forme de chiffres décimaux, alimentées sous une tension de 100 V, ce qui produisait un halo du gaz rare dans lequel elles étaient plongées (en général le néon pour le rouge).

## Autres évolutions

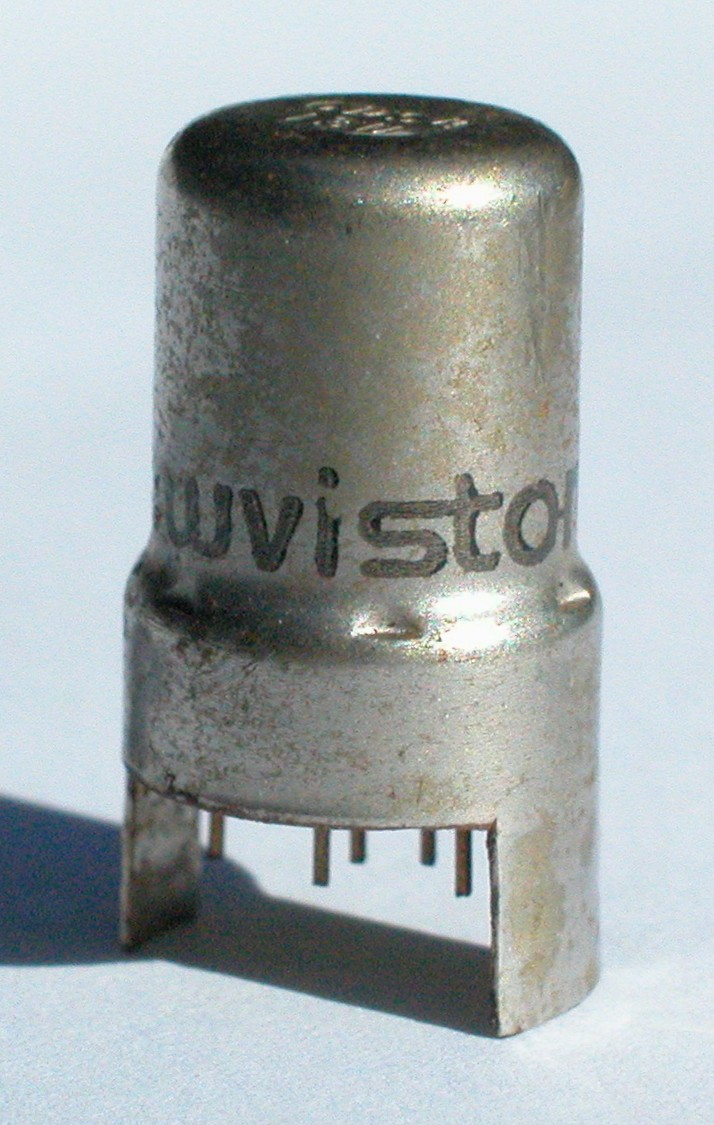
Le nuvistor 6DS4 de la RCA qui est une triode d'environ 20 mm de haut et de 11 mm de diamètre.

Les tubes ont généralement une enveloppe en verre, mais le métal, le quartz fondu (verre de silice), et la céramique sont des choix possibles. La première version de la 6L6 utilisait une enveloppe en métal dont les sorties étaient rendues étanches avec des perles de verres, plus tard un disque de verre fondu dans le métal fut utilisé. Le métal et la céramique sont utilisés principalement pour les tubes d'une puissance (de dissipation) supérieure à 2 kW. Le nuvistor est un petit tube réalisé seulement avec du métal et de la céramique. Dans certains tubes de puissance, l'enveloppe de métal est aussi l'anode. Le 4CX800A est un tube à anode externe de ce type. L’air est soufflé directement sur les ailettes de l'anode, ce qui permet un bon refroidissement. Les tubes de puissance utilisant cette technique de refroidissement sont disponibles jusqu'à une puissance dissipée de 150 kW. Au-dessus de cette puissance, un système de refroidissement à eau ou bien un refroidissement eau/vapeur est utilisé. Le tube le plus puissant disponible actuellement est le Eimac 8974, un tube refroidi par eau d'une puissance dissipable de 1,5 MW (1,5 million de watts). (En comparaison le plus « gros » transistor peut seulement dissiper 1 000 W). Une paire de 8974 est capable de produire 2 millions de watts de puissance audio, mais ce n'est pas là son application principale. La 8974 est utilisée dans des applications militaires spéciales et dans les applications radiofréquences commerciales.
Vers la fin de la Seconde Guerre mondiale, certaines radios d'avion et à usage militaire commencèrent à intégrer l'enveloppe du tube au boîtier de la radio en aluminium ou zinc, ceci afin de rendre les radios plus robustes. La radio devint alors seulement un circuit imprimé sans tube, soudé au châssis qui le contenait. Une autre idée de la Seconde Guerre mondiale fut de fabriquer de petits tubes, très résistants, en verre. Ils furent tout d'abord utilisés en radiofréquence pour les détecteurs de métaux intégrés aux obus d'artillerie ; cette détection de proximité rendit l'artillerie antiaérienne plus efficace. Ces petits tubes furent connus plus tard sous le nom de tubes « subminiatures ». Ils furent largement utilisés dans les années 1950 dans l'électronique militaire et d'aviation (le Concorde utilisait une électronique à tubes).